# El Inca
El Inca es una película dramática venezolana de 2016 dirigida por Ignacio Castillo Cottin. Fue seleccionada como la entrada venezolana para la Mejor Película en Lengua Extranjera en los 90º Premios Oscar, pero no fue nominada.

## Trama
La película cuenta la historia del boxeador profesional de la vida real Edwin Valero, campeón mundial invicto en dos categorías de peso. Su meteórica carrera termina trágicamente después de ser arrestado bajo sospecha de asesinar a su esposa.

## Elenco
- Alejandro Leterni como Edwin Valero
- Scarlett Jaimes como Joselin
- Miguel Ferrari como Zambrano
- Daniela Bueno como Wendy